# Helminthotheca
Helminthotheca là một chi thực vật có hoa trong họ Cúc (Asteraceae).

## Loài
Chi Helminthotheca gồm các loài: